# Juan Pablo II (Metro de Lima y Callao)
Juan Pablo II es la tercera estación actualmente en construcción de la Línea 2 del Metro de Lima en Perú. Será construida de manera subterránea en los distritos del Callao y Bellavista. Se tiene previsto su inauguración general en 2028.
El 8 de marzo de 2020 se cerró un tramo entre el cruce de la Avenida Colonial y Avenida Juan Pablo II por las obras de la estación Juan Pablo II de la Línea 2 del Metro.
En diciembre de 2022 se informó la culminación del primer tramo de la tuneladora ‘Micaela’ que comenzó en la estación Insurgentes.
En abril de 2024, se informó que las obras civiles de la estación tiene un avance de 75%. En septiembre de 2024, se informó que tiene un avance en obras civiles de 99% 
Estará ubicada en el cruce de la avenida Óscar R. Benavides con la avenida Juan Pablo II.